# Were Dengê Min
Were Dengê Min (titolo internazionale: Come to My Voice) è un film del 2014 diretto da Hüseyin Karabey.